# Корникул
Корни́кул (лат. Corniculum) — древний город Лация.
Был расположен к северу от города Тибура.
Входил в состав Латинского союза, воевавшего с Римом. Был разрушен царём Тарквинием Приском в отместку за упорное сопротивление.
Известен как родина родителей царя Сервия Туллия.